# Pavel Pavel
Pavel Pavel, češki arheolog, električni inženir in politik, * 11. marec 1957, Strakonice.